# Primera Fila (álbum de Thalía)
Primera Fila é o primeiro álbum ao vivo da cantora e compositora mexicana Thalía. O álbum foi gravado em Miami, Flórida, no BankUnited Center, em 29 e 30 de julho de 2009, com um público selecionado para participar do show. Primera Fila é o primeiro projeto de Thalia sob o selo Sony Music.
O álbum foi lançado em 1 de dezembro de 2009 nos Estados Unidos e na América Latina; na Europa e na Ásia, foi lançado em abril de 2010. Inclui duetos como cantor e compositor mexicano ganhador do Grammy Award, Joan Sebastian, e o músico porto-riquenho Pedro Capó. É composto principalmente de novas músicas, mas também inclui uma mistura de quatro de seus hits.
Até setembro de 2012, o Primera Fila havia vendido cerca de 1 milhão de cópias em todo o mundo, um grande feito para um álbum de língua espanhola hoje em dia.

## Antecedentes
Thalía terminou seu contrato com a EMI Music em 2009, alguns meses após o lançamento de seu álbum Lunada (2008), por causa das vendas muito baixas do álbum em comparação com seus lançamentos anteriores de sucesso. Nesse meio tempo, Thalía teve que se recuperar da doença de Lyme, uma doença que colocou sua saúde em sério perigo. De fato, uma grande parte da imprensa em seu país natal, o México, mencionou que ela iria se aposentar da música, pelo menos até estar totalmente recuperada. Durante esse período, Thalía não foi contratada para nenhuma gravadora; ela se voltou completamente às suas atividades de empresariais e seu programa de rádio.
Finalmente, ela assinou um contrato com a Sony Music Entertainment e em julho de 2009, foi anunciado que ela iria gravar um álbum em formato acústico como seu primeiro lançamento oficial sob seu novo selo, Sony Music Latin.

## Desenvolvimento

### Preparação
Durante uma entrevista na Argentina, Thalía comentou que estava se preparando há seis meses para cantar de maneira "nova e fresca". Em uma entrevista de 2010, ela confessou que durante os últimos dois anos ela refletiu alguns traços dela que estavam obsoletos e que a converteram em uma mulher que aceita o que ela é, enquanto ela passou a expressar que ela não se sentia preparada, em nível pessoal, e que o álbum não teria sido o mesmo se fosse gravado em qualquer momento anterior de sua vida.
Paul Forat, vice-presidente da Sony Music Latin, a pessoa que teve a ideia de criar este projeto, afirmou que sempre achou que seria justo para o público e os meios de comunicação ver mais do que a essência da celebridade de Thalía e descobrir a "artista" nela. Ele passou a afirmar que "Thalía tem uma voz incrível e nesse ponto de sua carreira artística, foi o momento certo para ela interpretar com a intensidade necessária para essas grandes canções. Isso é o que a Primera Fila era sobre".
Em Primera Fila, Thalía compôs duas músicas junto com Leonel García (ex-integrante da banda Sin Bandera). De acordo com a própria Thalia, eles precisavam de um ano e dois meses para escolher as músicas e discutir com vários produtores e compositores.

### Processo de gravação
O álbum foi gravado no BankUnited Center na Universidade de Miami, Flórida, em julho de 2009, com Thalía sendo acompanhada por doze músicos, diante de um público selecionado de aproximadamente 300 convidados. Antes de começar a cantar, Thalía expressou com uma voz baixa e frágil e lágrimas que ela queria voltar a cantar como a garotinha que ela já foi, aquela que cantou aberta e honestamente na frente do espelho. O show privado durou cerca de duas horas e custou mais de US $ 1 milhão, segundo a Billboard, que é um custo extraordinário para produções de gravação em espanhol. Durante a apresentação, Thalía vestia calças de caubói e uma blusa branca simples, sem fazer nenhuma troca de roupa. O encerramento do recital foi com a música "Mujeres", escrita por Ricardo Arjona. Suas últimas palavras foram: “Eu perdi o palco… senti falta dos microfones, obrigada por vir e tudo isso é exclusivamente para vocês”.
Christian Pedraza da Ritmoson Latino descreveu o concerto como "um concerto acústico romântico e multifacetado", enquanto afirmou que "Thalía definitivamente deixou para trás todos aqueles penteados extravagantes e guarda-roupa excêntrico que a estigmatizaram nos anos anteriores". A mesma opinião foi compartilhada por vários meios de comunicação de massa, que apontaram uma mudança absoluta no aspecto artístico de Thalia no que diz respeito à aparência. O marido de Thalia, Tommy Mottola comentou: "Você já conhecia Thalía o ícone popular, agora você vai conhecer Thalía a artista". Em sua maioria, diversos meios de comunicação de massa coincidiram que tanto a produção quanto o novo visual marcaram um "antes e depois" na carreira de Thalía. Em relação a essa questão, Thalía afirmou que havia três razões para essa mudança: "sua maternidade, seus problemas de saúde e um amadurecimento natural em sua vida espiritual".

### Conceito de álbum
Primera Fila é uma estratégia de "conceito" criada pela Sony Music Latin e inicialmente tem como objetivo apresentar alguns dos principais artistas latinos enquanto grava diretamente seu material de música antes de um pequeno número de participantes. Este formato "desconectado" que apresentaria artistas em sua performance mais íntima e pessoal foi o conceito principal da Primera Fila. Thalía foi a segunda artista a gravar um álbum da série Primera Fila, depois de seu compatriota Vicente Fernández, e seu álbum foi o mais bem sucedido em comparação a todos os outros lançamentos que se seguiram na mesma série. O conceito do álbum é razoavelmente comparado à série MTV Unplugged, criada pela MTV Networks. Guillermo Gutiérrez, vice-presidente da Sony Music, assegurou que "a intenção não é imitar a MTV Unplugged, mas sim o processo realmente similar. [...] A equipe de produção da o artista está sobrecarregado com o custo e o público tem acesso livre ao programa". Tanto a Warner quanto a Sony Music garantiram que “essas gravações não são uma maneira de enfrentar a crise da indústria musical, mas uma fuga para oferecer novos projetos musicais”.

## Recepção

### Resposta Crítica
| Críticas profissionais | Críticas profissionais |
| Avaliações da crítica  | Avaliações da crítica  |
| Fonte                  | Avaliação              |
| ---------------------- | ---------------------- |
| Allmusic               | [ 20 ]                 |
| Billboard              | favorável              |
| El Universal           | favorable              |
| Enelshow.com           | [ 22 ]                 |
| Houston Chronicle      | mixed                  |
| The San Diego Tribune  | favorable              |
| Univision              | favorable              |

O álbum recebeu críticas altamente favoráveis dos críticos de música. Jason Birchmeier do Allmusic deu ao álbum um extraordinário 4,5 de 5 estrelas, nomeando o álbum como o "álbum mais surpreendente que Thalía lançou em toda a sua carreira". James Christopher Monger do mesmo site, elogiou a equipe de produção, afirmando que "o álbum é um dos melhores produzidos, sendo um feito para um lançamento em espanhol". Na análise da Amazon.com, o álbum foi descrito como "íntimo, mágico e inesquecível". Sigal Ratner do The San Diego Tribune parabenizou Thalía pela sua interpretação e expressou a opinião de que [Primera fila] "consegue oferecer uma das performances mais maduras que ela ofereceu em toda a sua carreira". Sandra Mendoza Ortíz da Univision, comentou que com este álbum "ela realmente provou o fato de que ela pode cantar para quem nunca acreditaria". Angelica Gisel Mora da American Online descreveu o álbum como "o lançamento mais inovador de sua carreira como cantora", enquanto Russell Rúa do tablóide porto-riquenho Primera Hora comentou: "É quase sempre que ela usa a reprodução em suas performances de TV, e ela nunca ofereceu um concerto em Porto Rico. É por isso que, durante suas duas décadas na música como artista solo, muitas pessoas questionaram ou duvidaram sobre o talento ou a habilidades vocais desta mulher mexicana fisicamente linda. A maioria pensava que Thalia era simplesmente um produto que ganhou popularidade principalmente por causa de suas telenovelas de sucesso nos anos 90. Depois de muitos anos, a resposta finalmente chegou [...] O resultado: espetacular A artista soltou sua voz como nunca antes, com honestidade e potência, distanciada das coreografias e do brilho que costumava acompanhá-la".
Michael Quaid da Enelshow.com classificou o álbum com 4 de 5 estrelas, comentando que ele acredita que Thalía sempre teve a virtude de possuir uma das maiores vozes do panorama da música latina. Edwin P. Iturbide da revista Emet afirmou: «[...] quando a escutamos, quando a observamos, sentiremos o que ela deseja transmitir com a sua voz, e isso é simplicidade, puro talento e emoções suaves para retornar ao cantor, o artista que ela costumava ser; em um palco com alguns músicos e sem o medo de milhões de pessoas que esperam ouvir e assistir: simples, ótima, reinante, magnífica, clara, frágil, simplesmente ela mesma". Daniel Kemich Reyes Hernández da mesma revista comentou que "Thalia, além de ser um produto de marketing que teve pequenos períodos de sucesso, seja pela moda, pelo tempo ou pela comercialidade do gênero musical (pop), ainda pode comprovar através dessa produção que sua voz amadureceu e seu repertório também”. David Dorantes do Houston Chronicle em uma revisão mista comentou:"Primera fila é um álbum bem produzido, mas fica aquém como um trabalho acústico, em comparação com outros ícones do pop latino, como Julieta Venegas por exemplo.[...] Os arranjos não são suficientemente interessantes e permanecem comuns na música pop". Finalmente, Álex Madrigal, do El Universal, disse que “Thalía se afastou das canções pop sem sentido e vazias e se concentrou em converter-se em intérprete com uma nova e nova substância artística”.
Respondendo às críticas, Thalía afirmou: "Aqueles que criticaram a minha música e me classificaram como um "produto de marketing" agora me enviam e-mails para me dizer que se sentiram emocionados com este álbum. É o melhor prêmio que recebi em minha vida e me deixa orgulhosa de mim mesma”.
No documentário Las muchas vidas de Thalia (As muitas vidas de Thalia), ela afirma que: "a imagem de glamour que eu incorporara na minha carreira e os comentários em torno de mim, funcionaram como razão suficiente para que as minhas capacidades artísticas e de interpretação fossem julgadas". Finalmente, ela passou a admitir que não se sentia uma vítima, porque em muitos casos ela não fez nada para deter o que estava sendo dito e em outros casos, ela mesma estava alimentando esses comentários.

### Desempenho comercial
O álbum alcançou imenso sucesso no México, estreando o topo das paradas de álbuns do físico e do digital do país. Nos Estados Unidos, ele também estreou na primeira posição nas paradas de álbuns Top Latin e Latin Pop, publicadas pela Billboard, superando as vendas de Mi navidad e La Gran Señora (de Andrea Bocelli e Jenni Rivera, respectivamente) que foram lançados no mesmo período. Na parada de álbuns da Billboard 200, chegou ao topo do top 100. No Brasil o álbum alcançou o primeiro lugar na parada internacional de álbuns do país. Na Europa, precisamente na Grécia, o álbum alcançou o sexto lugar na lista internacional de álbuns, uma colocação especialmente alta para um álbum em espanhol, superando outros álbuns de cantores nesse período na Grécia, incluindo Lady Gaga, Justin Bieber, Westlife e The Black Eyed Peas, entre outros. Na Espanha, o álbum atingiu o número trinta e dois e permaneceu no gráfico por doze semanas consecutivas.
No final de 2010, a Sony Music informou que o álbum havia sido certificado como ouro na Argentina pela CAPIF para vendas superiores a 20.000 cópias. No território da América Central, o álbum alcançou a certificação de platina no final de 2011 para vendas acima de 10.000 cópias. Em 2012, já havia sido certificado como platina quádrupla na Venezuela para vendas superiores a 40.000 cópias, tornando-se o álbum mais vendido na Venezuela nos últimos 5 anos. No México, o álbum foi certificado como ouro no primeiro dia de seu lançamento, de acordo com Esmas. Com o passar dos meses, o álbum permaneceu no top 5, ganhando mais certificações. Em outubro de 2010, foi anunciado pela Sony Music Mexico que o álbum havia alcançado uma certificação de diamante, o que equivale a 300.000 cópias vendidas.
Manuel Cuevas , vice-presidente da Sony Music Mexico, comentou: "As pessoas se conectaram a essas músicas desde o começo. Para nós, como empresa, foi complicado, pois todos conhecemos a influência de Thalia nos últimos 20 anos na indústria da música latina, mas ela nunca teve tal explosão em sua popularidade como intérprete ... as pessoas a reconheceram e abraçaram este projeto desde o primeiro dia em que saiu." Durante o ano todo, o álbum permaneceu em primeiro lugar no México por várias semanas, batendo artistas como Justin Bieber, Shakira, Susan Boyle, Metallica, Britney Spears, Kesha, Miley Cyrus, Alejandro Fernández, David Guetta, Vicente Fernández, Michael Jackson e Madonna, entre outros. Nesse ano, o álbum foi convertido no segundo álbum mais vendido no México. Além disso, tornou-se o álbum pop latino mais vendido no mundo em 2010. Em março de 2012, com já 117 semanas consecutivas no gráfico, o álbum foi premiado por vender mais de 500.000 cópias no México. Em julho de 2012, o álbum quebrou o recorde de ser o álbum com o maior número de semanas no gráfico mexicano batendo The Immaculate Collection de Madonna e Club Life Volume Two: Miami de Tiësto. Nos Estados Unidos, as 3 versões do álbum (CD, DVD, CD + DVD) venderam 90.000, até agosto de 2010, de acordo com a Nielsen SoundScan.
No primeiro trimestre de 2011, estimou-se que o álbum vendeu mais de 1 milhão de cópias em todo o mundo. David Palafox, promotor da Sony Music afirmou que "Thalía é a artista com as maiores vendas (atualmente) na gravadora", concluindo que "desde o lançamento do Primera Fila, ela tem sido imparável. Ela continua vendendo como um louco".

## Faixas
| Edição Padrão  |                                    |                                                                    |         |  |
| N.º            | Título                             | Compositor(es)                                                     | Duração |  |
| 1.             | "Cosiéndome el corazón"            | Raúl Ornelas                                                       | 4:21    |  |
| 2.             | "Enséñame a vivir"                 | Reyli Barba                                                        | 4:22    |  |
| 3.             | "Que Será de Ti"                   | Antonio Marcos, Mario Marcos                                       | 4:38    |  |
| 4.             | "Cómo"                             | Leonel García, Thalía                                              | 4:18    |  |
| 5.             | "El próximo viernes"               | Espinoza Paz                                                       | 4:09    |  |
| 6.             | "Medley" (1)                       | Marco Flores, Kike Santander, Estéfano, Julio Reyes, Mario Pupparo | 7:48    |  |
| 7.             | "Estoy enamorado" (com Pedro Capó) | Donato Poveda, Alfonso Salgado                                     | 4:39    |  |
| 8.             | "Equivocada"                       | Mario Domm, María Bernal                                           | 4:02    |  |
| 9.             | "Brindis"                          | Afo Verde                                                          | 4:34    |  |
| 10.            | "Con la duda" (com Joan Sebastian) | Joan Sebastian                                                     | 3:16    |  |
| 11.            | "Cuando te beso"                   | Juan Luis Guerra                                                   | 3:51    |  |
| 12.            | "Ya lo sabía"                      | Leonel García, Thalía                                              | 3:08    |  |
| 13.            | "Mujeres"                          | Ricardo Arjona                                                     | 3:29    |  |
| Duração total: | Duração total:                     | Duração total:                                                     | 62:22   |  |

| Edição especial do Walmart |                   |                                                                    |         |  |
| N.º                        | Título            | Compositor(es)                                                     | Duração |  |
| 1.                         | "Qué será de ti"  | Antonio Marcos, Mario Marcos                                       | 4:38    |  |
| 2.                         | "Equivocada"      | Mario Domm, María Bernal                                           | 4:02    |  |
| 3.                         | "Medley"          | Marco Flores, Kike Santander, Estéfano, Julio Reyes, Mario Pupparo | 8:13    |  |
| 4.                         | "Con la duda"     | Joan Sebastian                                                     | 3:10    |  |
| 5.                         | "Estoy enamorado" | Donato Poveda, Alfonso Salgado                                     | 4:30    |  |
| 6.                         | "Ay, Amor"        | José Ramón García Flores                                           | 3:55    |  |

| Primera Fila...Un Año Después (Edição Argentina/EUA) |                                      |                                         |         |  |
| N.º                                                  | Título                               | Compositor(es)                          | Duração |  |
| 1.                                                   | "Estoy enamorado (com Pedro Capó)"   | Donato Poveda, Alfonso Salgado          | 4:39    |  |
| 2.                                                   | "Brindis"                            | Afo Verde                               | 4:34    |  |
| 3.                                                   | "Cómo"                               | Leonel García, Thalía                   | 4:18    |  |
| 4.                                                   | "Equivocada"                         | Mario Domm, María Bernal                | 4:02    |  |
| 5.                                                   | "Qué será de ti"                     | Antonio Marcos, Mario Marcos            | 4:38    |  |
| 6.                                                   | "Con la duda (com Joan Sebastian)"   | Joan Sebastian                          | 3:16    |  |
| 7.                                                   | "Ay, Amor"                           | José Ramón García Flores                | 3:55    |  |
| 8.                                                   | "Pienso en ti"                       | Aureo Baqueiro, Xavier Asali De La Mora | 4:15    |  |
| 9.                                                   | "Enséñame a vivir (Dance Remix)" (2) | Reyli Barba                             | 5:36    |  |
| 10.                                                  | "Equivocada (versão Bachata)" (3)    | Mario Domm, Maria Bernal                | 4:01    |  |

Notas
- 1 Medley : "Entre el mar y una estrella","Piel morena", "No me enseñaste", "Amor a la Mexicana"
- 2 Remixado por Paco Perez
- 3 Produzido por Lenny Santos (Aventura)
- Edições em DVD e Blu-ray apresentam o concerto mais o documentário "Las muchas vidas de Thalía"

## Desempenho nas tabelas musicais
| Chart (2005)               | Posição |
| -------------------------- | ------- |
| Billboard 200              | 198     |
| Billboard Latin Pop Albums | 2       |
| Billboard Top Latin Albums | 4       |
| Espanha (Promusicae)       | 32      |
| Grécia (IFPI Greece)       | 6       |
| México (Top 100 Mexico)    | 1       |

| Chart (2009)                  | Posição |
| ----------------------------- | ------- |
| México (Mexican Albums Chart) | 19      |
| Chart (2010)                  | Posição |
| México (Mexican Albums Chart) | 2       |
| Chart (2011)                  | Posição |
| México (Mexican Albums Chart) | 6       |
| Chart (2012)                  | Posição |
| México (Mexican Albums Chart) | 40      |

## Vendas e certificações
| Região                                                                                                  | Certificação        | Vendas/distribuição |
| --- | ------------------- | ------------------- |
| Argentina (CAPIF)                                                                                       | Ouro                | 20,000^             |
| Estados Unidos                                                                                          | —                   | 250,000^            |
| México (AMPROFON)                                                                                       | 2× Diamante+Platina | 660,000^            |
| Venezuela (AMPROFON)                                                                                    | 4× Platina          | 40,000              |
| Resumos                                                                                                 |                     |                     |
| América Central                                                                                         | Platina             | 10,000*             |
| Mundo                                                                                                   | —                   | 1,500,000           |
| *números de vendas baseados somente na certificação ^números de vendas baseados somente na certificação |                     |                     |

## Premiações

### Grammy Latino
| Ano  | Nomeação     | Categoria               | Resultado |
| ---- | ------------ | ----------------------- | --------- |
| 2010 | Primera fila | Melhor videoclipe longo | Nomeado   |

### Premios Oye!
| Ano  | Nomeação     | Categoria                           | Resultado |
| ---- | ------------ | ----------------------------------- | --------- |
| 2010 | Primera fila | General Espanhol / Álbum do Ano     | Nomeado   |
| 2010 | Primera fila | Pop Espanhol / Cantor solo feminino | Venceu    |

### Premios Orgullosamente Latino
| Ano  | Nomeação     | Categoria           | Resultado |
| ---- | ------------ | ------------------- | --------- |
| 2011 | Primera Fila | Cantora feminina    | Nomeado   |
| 2011 | Primera Fila | Álbum latino do ano | Nomeado   |

### Premios Lo Nuestro
| Ano  | Nomeação     | Categoria                  | Resultado |
| ---- | ------------ | -------------------------- | --------- |
| 2010 | Primera Fila | Legado de um artista jovem | Venceu    |
| 2011 | Primera Fila | Cantora feminina           | Pendente  |

### Premios Juventud
| Ano  | Nomeação     | Categoria              | Resultado |
| ---- | ------------ | ---------------------- | --------- |
| 2010 | Primera fila | Menina dos meus sonhos | Nomeado   |
| 2010 | Primera fila | Meu artista pop        | Nomeado   |
| 2010 | Primera fila | Meu ídolo é…           | Nomeado   |
| 2010 | Primera fila | Morro sem este CD      | Nomeado   |
| 2010 | Equivocada   | Canção corta-veias     | Nomeado   |

### Premios Telehit
| Ano  | Nomeação     | Categoria                        | Resultado |
| ---- | ------------ | -------------------------------- | --------- |
| 2010 | Primera fila | Artista pop do ano               | Nomeado   |
| 2010 | Primera fila | Artista popular                  | Nomeado   |
| 2010 | Primera fila | Artista mais importante do mundo | Nomeado   |

### Premios EñE de la música
| Ano  | Nomeação       | Categoria                                         | Resultado |
| ---- | -------------- | ------------------------------------------------- | --------- |
| 2010 | Equivocada     | Melhor canção internacional em língua espanhola   | Nomeado   |
| 2010 | Equivocada     | Melhor cantor feminino em língua espanhola        | Nomeado   |
| 2010 | Equivocada     | Melhor gravação internacional em língua espanhola | Nomeado   |
| 2010 | Qué será de ti | Melhor cover, versão ou live em língua espanhola  | Nomeado   |
| 2010 | Primera fila   | Melhor álbum internacional em língua espanhola    | Nomeado   |